# John Scott
John Scott FLS (Denholm, Scottish Borders, 5 de abril de 1836 - 11 de junio de 1880) fue un botánico, pteridólogo y jardinero escocés.

## Biografía
Nacido en Denholm, fue jardinero en Chatsworth House, Derbyshire, asiento del duque de Devonshire, antes de convertirse, en 1859, en superintendente del Real Jardín Botánico de Edimburgo. Migró a la India en 1864, con el patronaje de Charles Darwin, convirtiéndose en curador del Jardín Botánico de Calcuta en 1865. Mientras en India, llevó a numerosos experimentos botánicos y observaciones en nombre de Darwin.

## Honores
- 1873: memebresia a la Sociedad Linneana de Londres.

- La abreviatura «J.Scott» se emplea para indicar a John Scott como autoridad en la descripción y clasificación científica de los vegetales.[3]